# 11468 Shantanunaidu
A 11468 Shantanunaidu (ideiglenes jelöléssel (11468) 1981 EU42) a Naprendszer kisbolygóövében található aszteroida. Schelte J. Bus fedezte fel 1981. március 2-án.

## Kapcsolódó szócikk
- Kisbolygók listája (11001–11500)